# Pravda
Pravda (en ruso: Правда, 'La Verdad') es el nombre de un periódico fundado en 1908 por los exiliados socialdemócratas rusos en Viena. Entre 1912 y 1991, fue la publicación oficial del Partido Comunista soviético. Durante la época soviética, se convirtió en una de las publicaciones más destacadas, cuyo contenido tocaba temas como ciencia, política, cultura y economía. En los países occidentales se hizo muy famoso por sus declaraciones durante la Guerra Fría. 
En 1991 el presidente ruso Borís Yeltsin vendió el diario a un grupo empresarial griego, entrando Pravda en un período de decadencia y división de la redacción. En 1997 el Partido Comunista de la Federación Rusa adquirió el diario y lo relanzó como su órgano oficial, aunque con una tirada sensiblemente menor a la de la época soviética.

## Orígenes

### Pravda prerrevolucionario
Aunque Pravda comenzó a publicarse oficialmente el 5 de mayo de 1912 (22 de abril de 1912 OS), aniversario del nacimiento de Karl Marx, sus orígenes se remontan a 1903, cuando fue fundada en Moscú por un rico ingeniero ferroviario, V.A. Kozhevnikov. Pravda había comenzado a publicar a la luz de la Revolución Rusa de 1905. En el momento en que se fundó el periódico, el nombre "Pravda" ya tenía una clara connotación histórica, ya que el código legal de la Rus de Kiev medieval se conocía como Russkaya Pravda. En este contexto, "Pravda" significaba "Justicia" en lugar de "Verdad", siendo "Russkaya Pravda" "Justicia rusa". Este antiguo código legal había sido redescubierto y publicado por eruditos rusos del siglo XVIII y, en 1903, se podía esperar que los rusos educados y con cierto conocimiento de la historia de su país conocieran el nombre.
Durante sus primeros días, Pravda no tenía orientación política. Kozhevnikov lo inició como una revista de arte, literatura y vida social. Kozhevnikov pronto pudo formar un equipo de escritores jóvenes, entre ellos A.A. Bogdanov, N.A Rozhkov, M.N Pokrovsky, I.I Skvortsov-Stepanov, P.P Rumyantsev y M.G. Lunts, que colaboraban activamente en la sección "vida social" de Pravda. Más tarde, se convirtieron en el consejo editorial de la revista y,  más tarde, también se convirtieron en miembros activos de la facción bolchevique del Partido Obrero Socialdemócrata Ruso (POSDR). Debido a ciertas disputas entre Kozhevnikov y la redacción, les pidió que se marcharan y la fracción menchevique del POSDR asumió la redacción. Pero la relación entre ellos y Kozhevnikov también fue amarga.
El partido político ucraniano Spilka, que también era un grupo escindido del POSDR, asumió la revista como su órgano. León Trotsky fue invitado a editar el periódico en 1908, y el periódico se trasladó a Viena en 1909. Para entonces, el consejo editorial de Pravda estaba formado por bolcheviques de línea dura que marginaron a la dirección de Spilka poco después de que se trasladara a Viena. Trotsky había introducido un formato sensacionalista en el periódico y se distanció de las luchas internas del partido dentro del POSDR. Durante esos días, Pravda ganó una gran audiencia entre los trabajadores rusos. En 1910, el Comité Central del POSDR sugirió convertir a Pravda en su órgano oficial.
En la sexta conferencia del POSDR celebrada en Praga en enero de 1912, la facción menchevique fue expulsada del partido. El partido dirigido por Vladimir Lenin decidió hacer de Pravda su portavoz oficial. El periódico se trasladó de Viena a San Petersburgo y el primer número bajo el liderazgo de Lenin se publicó el 5 de mayo de 1912 (22 de abril de 1912 OS). Fue la primera vez que Pravda se publicó como periódico político legal. El Comité Central del POSDR, trabajadores e individuos como Maxim Gorky brindaron ayuda financiera al periódico. El primer número, publicado el 5 de mayo, costó dos kopeks y tenía cuatro páginas. Tenía artículos sobre temas económicos, movimiento obrero y huelgas, y también dos poemas proletarios. M.E. Egorov fue el primer editor de Pravda de San Petersburgo y Nikolay Poletaev, miembro de la Duma Estatal del Imperio Ruso, fue su editor.
Egorov no era un verdadero editor de Pravda, ya que esta posición era de naturaleza falsa. Hasta 42 editores siguieron a Egorov en un lapso de dos años, hasta 1914. La principal tarea de estos editores era ir a la cárcel cuando fuera necesario y salvar al partido de una enorme multa. En el ámbito editorial, el partido había elegido como editores sólo a aquellos individuos que eran miembros de la Duma porque tenían inmunidad parlamentaria. Vendía entre 40.000 y 60.000 copias. Con el estallido de la Primera Guerra Mundial, el periódico fue cerrado por las autoridades zaristas en julio de 1914. Durante los siguientes tres años, cambió su nombre ocho veces debido al acoso policial:
- Рабочая правда (Rabochaya Pravda, La verdad del trabajador)
- Северная правда (Severnaya Pravda Verdad del Norte)
- За правду (Za Pravdu, Por la verdad)
- Пролетарская правда (Proletarskaya Pravda, Verdad proletaria)
- Путь правды (Put' Pravdy, El camino de la verdad)
- Рабочий (Rabochiy, El trabajador)
- Трудовая правда (Trudovaya Pravda, La verdad laborista)

### Durante la Revolución de 1917

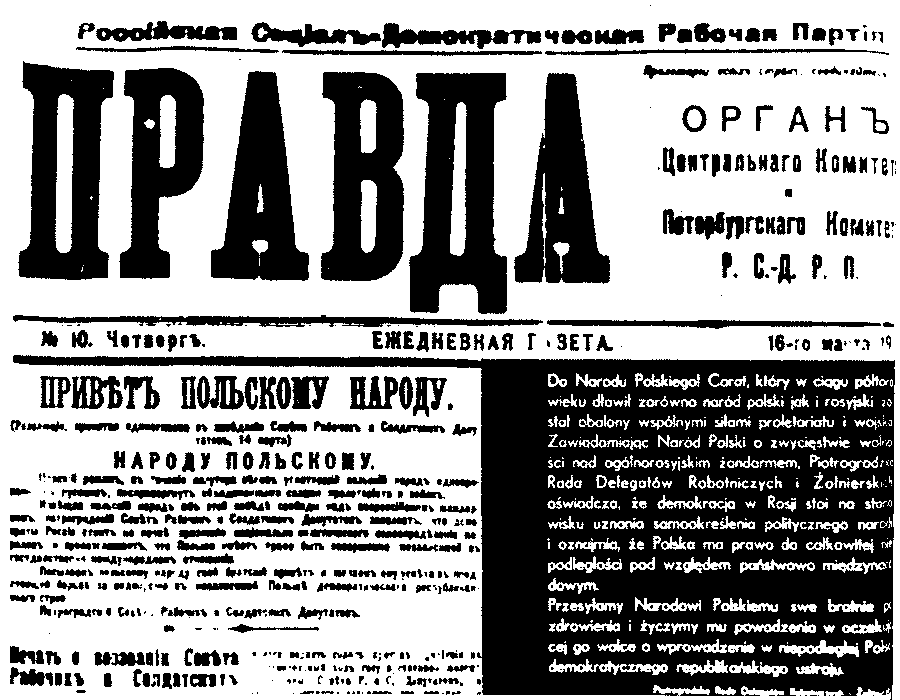
16 de marzo de 1917: Pravda informa de la declaración de independencia de Polonia.

La abdicación del emperador Nicolás II durante la Revolución de febrero de 1917 permitió la reapertura de Pravda. Los editores originales del recién revivido Pravda, Vyacheslav Molotov y Alexander Shlyapnikov, se oponían al gobierno provisional liberal ruso. Sin embargo, cuando Lev Kamenev, Josif Stalin y el exdiputado de la Duma Matvei Muranov regresaron del exilio en Siberia el 12 de marzo, asumieron el consejo editorial – a partir del 15 de marzo. Bajo la influencia de Kamenev y Stalin, Pravda adoptó un tono conciliador hacia el Gobierno Provisional – "en la medida en que lucha contra la reacción o la contrarrevolución" – y convocó a una conferencia de unificación con el ala internacionalista de los mencheviques. El 14 de marzo, Kamenev escribió en su primer editorial:

¿De qué serviría acelerar las cosas, cuando ya se estaban produciendo a un ritmo tan rápido?

El 15 de marzo apoyó el esfuerzo bélico:

Cuando un ejército se enfrenta a un ejército, sería la política más descabellada sugerir a uno de esos ejércitos que deponga las armas y se vaya a casa. Esta no sería una política de paz, sino una política de esclavitud, que sería rechazada con repugnancia por un pueblo libre.

## Período soviético

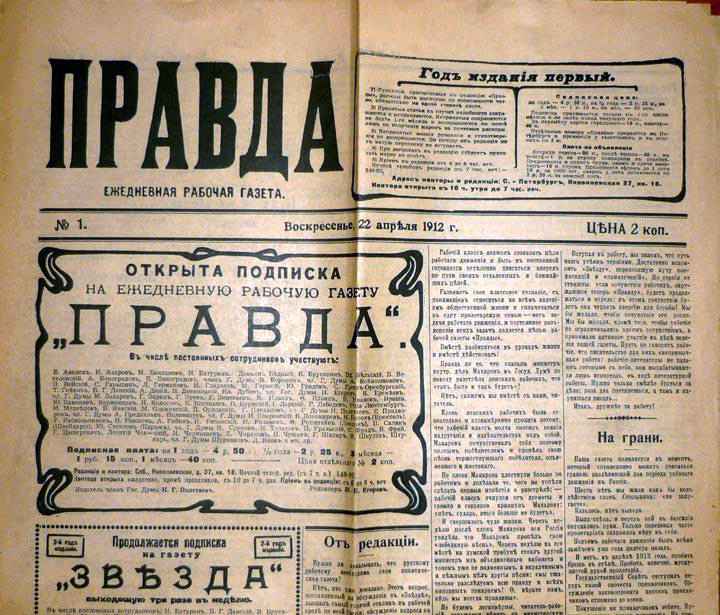
Pravda del 5 de mayo de 1912

Pravda había sido fundado por León Trotski en 1908 en Viena. Posteriormente, se inició una serie de debates para adoptarlo como órgano oficial del Partido Obrero Socialdemócrata de Rusia, pero las tentativas fracasaron, y los bolcheviques terminaron apropiándose del nombre Pravda en 1912 para su propia publicación periódica, pese a las protestas de Trotski.
Pravda fue clausurado por la represión de las Jornadas de Julio de 1917, por lo que durante los últimos meses del gobierno provisional ruso el órgano bolchevique era el Rabochi Put (El Camino Obrero), en los primeros días de la Revolución de Octubre, volvió a tomar el nombre de Pravda.
Tras sus inicios en Viena y San Petersburgo, las oficinas del diario, así como la capital de Rusia, se trasladaron a Moscú el 3 de marzo de 1918. Pravda se convirtió en publicación oficial, órgano del Partido Comunista de la Unión Soviética. Pravda fue el canal habitual para anunciar las directrices y cambios políticos hasta 1991.
Existían otros periódicos que actuaban como diarios oficiales de órganos estatales. Por ejemplo, Izvestia era el medio de expresión del Sóviet Supremo de la Unión Soviética, Trud (Trud (Russian newspaper)) el de los sindicatos, Komsomólskaya Pravda para la organización del Komsomol y Pionérskaya Pravda la gaceta de los Jóvenes Pioneros, cada uno especializado en un tipo determinado de noticias: Izvestia en noticias del extranjero, Trud en noticias domésticas, al igual que el Komsomólskaya Pravda.
Desde diciembre de 1917, el diario Pravda fue dirigido por Nikolái Bujarin, el economista y filósofo marxista soviético, que como editor del diario alcanzó una gran reputación como teórico político.

Pravda del 18.11.1940 reseña la visita de Mólotov a Berlín

Tras la muerte de Stalin en 1953 y el consiguiente vacío de poder, el Primer Secretario del PCUS Nikita Jruschov utilizó Pravda como herramienta para ganar el poder frente a Gueorgui Malenkov, el entonces Presidente del Consejo de Ministros de la URSS.
"Izvestia" y "Pravda" significan en ruso "Las noticias" y "La verdad", respectivamente, por eso un dicho popular de los disidentes soviéticos decía que "no hay noticias en "Izvestia" ni verdad en "Pravda"". Aunque el contenido del Pravda estaba estrechamente controlado por sus editores, no era imposible descubrir la verdad en el periódico entre los artículos de desinformación y propaganda, empleando la habilidad llamada por los soviéticos "leer entre líneas" (читать между строк). Muchos lectores se convirtieron en expertos en el arte de adivinar la verdad. La formulación de los artículos era un indicio importante para comprender el mensaje.
Las noticias más importantes a menudo se mencionaban brevemente y se colocaban en secciones oscuras. Las páginas del reverso solían contener información más fidedigna que las páginas del anverso. En lugar de malas noticias en la URSS, el periódico prefería hablar de una serie de desastres similares en otros países.

## Período postsoviético
El 22 de agosto de 1991, mediante un decreto firmado por el presidente ruso Borís Yeltsin, el Partido Comunista quedaba fuera de la legalidad y todas sus propiedades pasaban al Estado ruso. Esto incluía a Pravda. Los periodistas del diario no lucharon por él o por su historia, y registraron un nuevo periódico con el mismo título unas semanas después.
Semanas después, el redactor Gennadi Selezniov (ahora miembro de la Duma Estatal) vendió Pravda a una familia de empresarios griegos, los Yannikosis. El siguiente redactor-jefe, Aleksandr Ilyín, entregó la cabecera de Pravda — las medallas de la orden de Lenin — y el nuevo certificado de registro a los nuevos propietarios.
En aquel momento, se produjo una importante división en la dirección de Pravda. Más del 90% de los periodistas que habían trabajado para Pravda desde 1991 abandonó su puesto de trabajo. Organizaron su propia versión del periódico, que fue clausurado después por presiones gubernamentales. Estos mismos periodistas, dirigidos por los antiguos redactores de Pravda Vadim Gorshenin y Viktor Línnik en enero de 1999, lanzaron Pravda Online, el primer periódico en lengua rusa en Internet, del que existen versiones en inglés y portugués.
El nuevo diario Pravda y Pravda Online no tienen ninguna relación, aunque los periodistas de ambas publicaciones mantienen el contacto. El diario impreso Pravda tiende a analizar los acontecimientos desde una perspectiva izquierdista, mientras que el periódico electrónico toma a menudo un enfoque nacionalista. Actualmente, el diario es propiedad del Partido Comunista de la Federación Rusa.

### Controversia McCain
En 2013, después de que el presidente ruso Vladímir Putin publicara un artículo de opinión en The New York Times en apoyo del presidente sirio Bashar al-Assad, el senador estadounidense John McCain anunció que publicaría un artículo de respuesta en Pravda, refiriéndose al periódico propiedad del Partido Comunista de la Federación Rusa. McCain, sin embargo, finalmente publicó su artículo de opinión en Pravda.ru. Esto provocó protestas del editor del Pravda comunista, Boris Komotsky, (secretario general del Partido Comunista de la Federación Rusa y diputado en la Duma de Rusia desde 2011) y una respuesta del editor de Pravda.ru, Dmitry Sudakov: Komotsky afirmó que "en Rusia sólo hay un Pravda, es el órgano del Partido Comunista, y 'no hemos oído nada' sobre las intenciones del senador republicano" y desestimó a Pravda.ru como un "Pravda de la ciudad de Oklahoma", mientras que Sudakov se burló de Komotsky, afirmando que "la circulación del Pravda del Partido Comunista es como un periódico industrial de AvtoVAZ de la época soviética". Más tarde, McCain también intentó publicar su artículo de opinión en el Pravda comunista, pero el periódico se negó a publicarlo "porque no estaba alineado con las posiciones políticas del Partido Comunista de la Federación Rusa".

## OtrosPravdaen Rusia
Tras la Revolución rusa, han existido otros periódicos llamados Pravda, aunque su duración ha sido relativamente breve en relación con el genuino Pravda. León Trotski publicó el precursor del famoso Pravda en Viena y Ginebra entre el 3 de octubre de 1908 y el 23 de abril de 1912. En el período que duró su edición, el Pravda de Trotski fue la publicación revolucionaria más popular. Con posterioridad, Lenin se apropió del nombre y popular estilo del Pravda de Trotski como periódico bolchevique.
El gobierno zarista siguió la política de clausurar estos Pravda, pero cada vez que se cerraban volvían a publicarse con un leve cambio de denominación (Pravda Auténtico, Pravda de los Trabajadores, etc.).

## Véase también

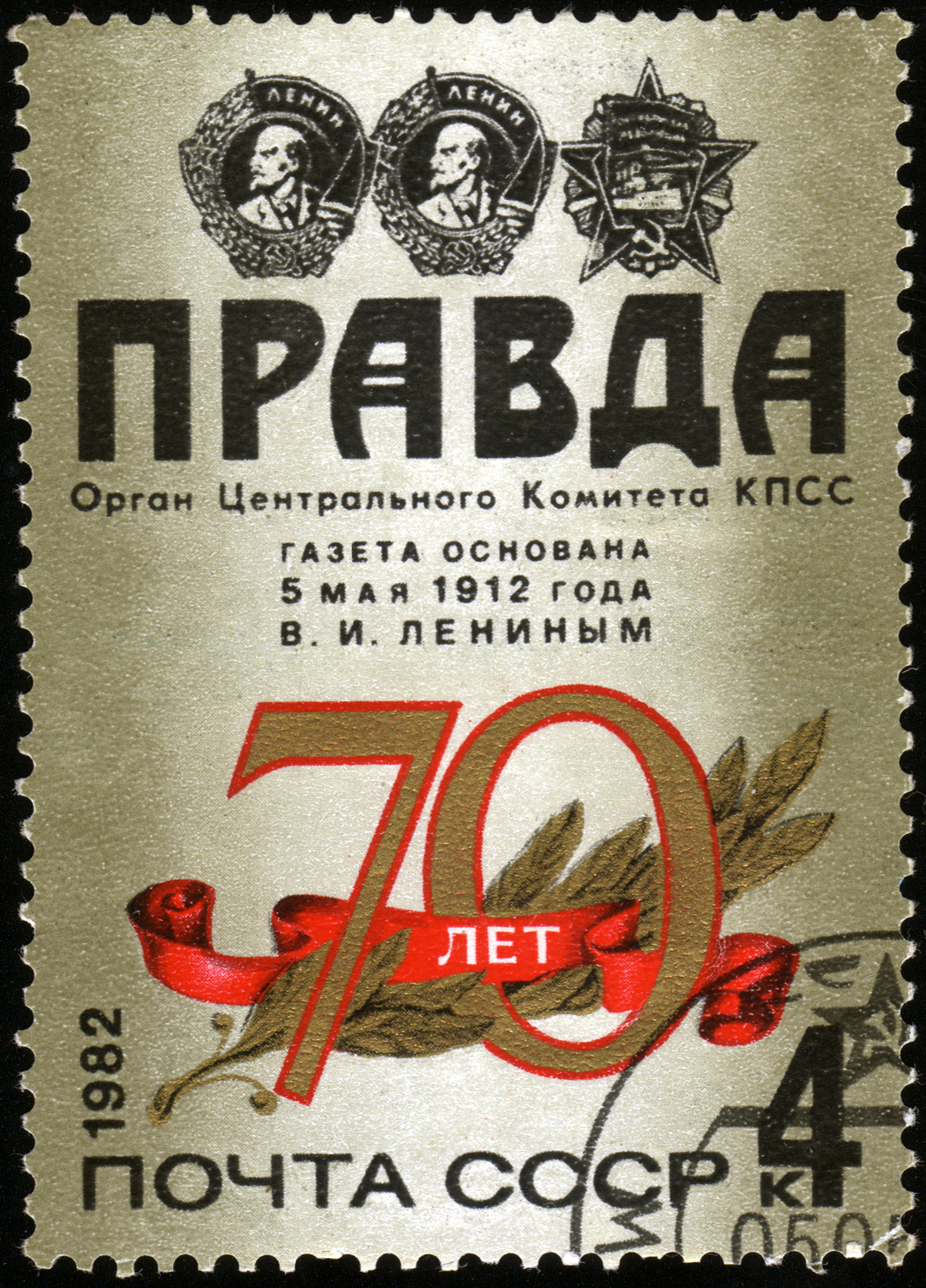
Sello soviético conmemorativo del 70 aniversario de Pravda

### Periódicos similares en otros países socialistas
- Diario del Pueblo, China
- Rodong Sinmun, Corea del Norte
- Granma (periódico), Cuba
- Nhân Dân, Vietnam
- Pasaxon, Laos

- Portal:Socialismo. Contenido relacionado con Socialismo.
- Portal:Marxismo. Contenido relacionado con Marxismo.
- Portal:Unión Soviética. Contenido relacionado con Unión Soviética.